# 錢斯勒斯維爾戰役
錢斯勒斯維爾戰役（英語：Battle of Chancellorsville）是美國內戰期間主要戰役之一，發生於1863年4月30日─5月6日。南军将军石墙杰克逊在此战役中被己方军队误伤致死。